# Игуманија Стефанида (Стевић)
Стефанида Стевић (Тобут код Лопара, 5. фебруар 1947) монахиња је Српске православне цркве и игуманија Манастира Свете Петке — Пет језера.

## Биографија
Игуманија Стефанида (Стевић) рођена је 5. фебруара 1947. године у селу Тобуту код Лопара, од честитих, и врло побожних родитеља земљорадника. Основну образовање завршила је у Тобуту а потом и Лопарама.
Свој монашки пут започиње у Манастиру Тавни код Бијељине, где долази 1968. године код тадашње игуманије мати Јустине (Керкезовић). Монашки постриг примила је 1972. године у Манастиру Тавна од стране Епископа зворничко-тузланског господина Лонгина Томића.
Благословом тадашњег епископа зворничко-тузланскога господина Василија Качавенда, 2006. године монахиња Стефанида из Манастира Тавне долази у Манастир Свете Петке — Пет језера недалеко од Бијељине где 17. марта 2006. године бива постављена за прву игуманију овог манастира.